# The Lizardman
Erik Sprague (nacido el 12 de junio de 1972), conocido artísticamente como The Lizardman  y en Hispanoamérica como El Hombre Lagarto, es un artista, músico, redactor y actor secundario estadounidense que trabaja en festivales y espectáculos tipo freak show y ocasionalmente en películas. Es reconocido por ser uno de los hombres más tatuados del mundo, con la mayor parte de su cuerpo cubierto por un diseño de escamas de color verde. Posee además modificaciones corporales en los dientes, la lengua bífida e implantes subdérmicos. Se necesitaron 700 horas para que Erik Sprague tuviese todo el cuerpo tatuado.
Ha aparecido en numerosos programas de televisión por pago. Posee además una banda de rock llamada Lizard Skynard y ha escrito varias columnas para la revista BMEzine que se especializa en temas sobre tatuajes, perforaciones y modificaciones corporales.
Nació en Fort Campbell, Kentucky. Fue candidato a doctor en la Universidad de Albany antes de comenzar su transformación. Tiene una licenciatura en Filosofía del Hartwick College, Nueva York. Sprague está casado con Meghan desde 2003.

## Apariciones en cine y televisión
- En 2005 apareció en el filme Modify.
- Erik Sprague salió en la película de comedia Boxboarders! en 2007.[10]
- En 2008 formó parte del talk show The Tyra Banks Show.
- El 30 de octubre de 2014, apareció en la serie cómica The Daily Show, en un segmento grabado sobre Gerrymandering.[11]
- Varios programas de Ripley, ¡aunque usted no lo crea! y Discovery Channel.[12]

## Publicaciones
- Once More Through the Modified Looking Glass, Lulu Publishing, 2009.